# 角質細胞
角質細胞（かくしつさいぼう）またはコルネオサイト（英: corneocyte）は終末分化したケラチノサイトであり、表皮の最外層である角質層の大部分を構成する。角質細胞は落屑と下部の表皮層からの更新によって定期的に置き替わっており、皮膚のバリア機能に必要不可欠な役割を果たしている。

## 構造
角質細胞は、核や細胞質のオルガネラを持たないケラチノサイトである。その周囲にはきわめて不溶性のコーニファイドエンベロープ（cornified envelope）や表皮内の層板顆粒から放出された脂質（脂肪酸、ステロールやセラミド）が存在する。角質細胞は互いに連結され、10層から30層の細胞層からなる角質層へと組織化される。
角質層の下部の角質細胞は、コルネオデスモソーム（corneodesmosome）と呼ばれる特殊な細胞結合によって連結されている。角質細胞が皮膚の表面へ向かって上方へ移動するにつれてこうした結合は解体され、落屑が引き起こされる。それと同時に、緩んだ結合部ではより多くの水和が生じ、膨張して連結されることで、微生物が侵入する可能性のあるポアが形成される。
角質層は自身の重量の3倍の水分を吸収することができるが、水分量が10%を下回ると柔軟性を失い、ひびが生じる。

## 形成
角質細胞は、分化の最終段階のケラチノサイトである。表皮の基底層のケラチノサイトは細胞分裂によって増殖し、皮膚の表面へ向かって移動する。この移動過程において、ケラチノサイトは複数の分化段階を経て、最終的に角質層に到達して角質細胞となる。落屑や摩擦、洗浄によって角質細胞は絶えず除去されるため、ケラチノサイトの分化によって形成され続けている。
角質細胞は無核細胞であり、その直径は30–50 μm、厚さは約1 μmである。角質細胞が皮膚表面で占める平均面積は約1000 μm2であるが、解剖学的部位や年齢のほか、紫外線などの外部環境要因によっても変動する可能性がある。角質細胞の主要な構成要素はケラチン中間径フィラメントであり、平行に並んだ束へと組織化されてマトリックスを形成することで皮膚の全体構造に剛性をもたらしている。

## 機能
角質細胞の層は高い機械的強度を生み出し、表皮の物理的、化学的、そして免疫学的バリアとしての機能の発揮を可能にしている。一例として、角質細胞は紫外線散乱光を反射する紫外線バリアとして作用し、体内の細胞のアポトーシスやDNA損傷を防いでいる。角質細胞は本質的には死細胞であるためウイルスによる攻撃を受けることはない。また、角質層は2–4週間で完全にターンオーバーし、皮膚内での病原体のコロニー形成は防がれている。また、角質細胞は少量の水分を吸収して貯蔵することができ、皮膚を水和してその柔軟性を維持している。

## 天然保湿因子
角質細胞には天然保湿因子（natural moisturizing factor）と呼ばれる低分子が含まれている。これらの分子は少量の水分を角質細胞内に吸収し、皮膚を水和している。天然保湿因子は、フィラグリンと呼ばれるヒスチジンに富むタンパク質の分解によって産生される一連の水溶性化合物である。フィラグリンはケラチン線維の凝集によるケラチン束の形成を担っており、角質層の細胞の剛性を維持している。フィラグリンの分解によって、尿素、ピロリドンカルボン酸、グルタミン酸やその他のアミノ酸が生成される。これらの分子をまとめて天然保湿因子と呼ぶ。天然保湿因子は空気中から水分を吸収し、角質層の表層が常に水和した状態となるよう保証している。これらの分子は水溶性であるため、水との過剰な接触によって浸出し、その正常な機能が阻害される可能性がある。水との長期間の接触によって皮膚の乾燥が引き起こされるのは、このことが原因となっている。細胞間の脂質層は各角質細胞の外側を密封し、天然保湿因子の喪失防止に役立っている。

## 細胞外構造
角質層は大部分が角質細胞から構成されるが、細胞外マトリックスには次のような支持構造が存在し、角質層の機能を補助している。
- 層板顆粒（英語版）
- 細胞間脂質
- 角化肥厚膜
- コルネオデスモソーム

### 層板顆粒
層板顆粒は、有棘層上部のケラチノサイトのゴルジ体に由来する管状または卵型の分泌オルガネラである。層板顆粒は産生部位から顆粒層上部へ移動し、その後角質層の細胞間領域で主に脂質からなる内容物を押し出す。この脂質は最終的には角質細胞を取り囲む脂質二重層を形成し、また角質層の透過性バリアの恒常性にも寄与する。恒常性機能は表皮内のカルシウム勾配によって調節されている。通常、角質層のカルシウム濃度は非常に低いが、顆粒層では高い。透過性バリアが破綻して角質層への水の流入が生じると、角質層ではカルシウム濃度が上昇し、顆粒層では低下する。こうした変動によって層板顆粒のエキソサイトーシスやグリコシルセラミド、コレステロール、リン脂質の分泌が誘導され、角質層の透過性バリア機能は回復する。

### 細胞間脂質
角質細胞は、角質層の体積の約20%を占める特殊な脂質マトリックス中に埋まっている。角質層の細胞間脂質の主成分は、セラミド（重量の30–50%）、コレステロール（25%）、遊離脂肪酸（10–20%）であり、これらの大部分は層板顆粒から生み出されたものである。こうした疎水性の構成要素は互いに融合して角質細胞の間で複数の二重層を形成し、水や電解質の経皮移動に対する主要なバリアとして作用している。

### 角化肥厚膜
角化肥厚膜は各角質細胞を取り囲むタンパク質からなる殻であり、その厚さは15–20 nmである。角化肥厚膜は非常に不溶性であり、ロリクリン、インボルクリン、エンボプラキン、ペリプラキンといった可溶性前駆体タンパク質の架橋によって形成される。

### コルネオデスモソームと落屑
角質層全体の完全性は、コルネオデスモソームと呼ばれる特殊な細胞間タンパク質によって維持されている。コルネオデスモソームはデスモグレイン1、デスモコリン1、コルネオデスモシンの3つの細胞接着タンパク質から構成され、隣接する角質細胞間を連結する接着力をもたらしている。角質細胞が皮膚の表面へ向かって押し上げられる過程で、コルネオデスモソームの構成要素は徐々に酵素分解される。その結果、皮膚の外層ではコルネオデスモソームの接着力は弱まり、角質細胞の最上層で摩擦や洗浄によって剥離する。この過程は、皮膚での病原体のコロニー形成を防ぐための正常な保護機構であり、落屑と呼ばれる。健康な皮膚では落屑は目に見えない過程であり、角質層は組織の厚さは維持されたまま、2–4週間で完全にターンオーバーする。

## 乾燥肌
乾燥肌（ドライスキン、乾皮症）は角質層の厚さの増大（過角化）を伴うが、この現象は加齢、環境の湿度、紫外線などさまざまな理由で生じる可能性がある。皮膚表面に角質細胞の塊が蓄積することで、目に見える塊としての異常な剥離が生じるようになる可能性がある。乾皮症は広くみられ、特に高齢者に多くみられるが、天然保湿因子の構成要素である遊離アミノ酸の量の減少が原因となっている可能性がある。

## 関連文献
- Fibronectin binding protein B binds to loricrin and promotes corneocyte adhesion by Staphylococcus aureus
- Corneocytes: Relationship between Structural and Biomechanical Properties
- Meereskosmetik (in German)
- Water Distribution and Related Morphology in Human Stratum Corneum at Different Hydration Levels